# Neotrichia palma
Neotrichia palma är en nattsländeart som beskrevs av Oliver S. Flint Jr. 1982. Neotrichia palma ingår i släktet Neotrichia och familjen smånattsländor. Inga underarter finns listade i Catalogue of Life.